# Terc-butóxido de potasio
El terc-butóxido de potasio (o t-butóxido de potasio) es un compuesto químico con la fórmula [(CH3)3COK]n (abr. tBuOK). Este sólido incoloro es una base fuerte (el pKa del ácido conjugado es 17 en H2O), que es útil en la síntesis orgánica. El compuesto se representa a menudo como una sal y a menudo se comporta como tal, pero su ionización depende del disolvente.

## Preparación
El terc-butóxido de potasio está disponible comercialmente como solución y como sólido, pero a menudo se genera in situ para uso en laboratorio porque las muestras son muy sensibles a la humedad y las muestras más antiguas suelen ser de baja pureza. Se prepara mediante la reacción del alcohol terc-butílico seco con potasio metálico.
{\displaystyle {\ce {2(CH3)3C-OH + 2K ->2(CH3)3C-OK + H2 ^}}}
El sólido se obtiene evaporando estas soluciones seguido de calentamiento del sólido. El sólido se puede purificar por sublimación.

## Estructura
Cristaliza como un clúster tetramérico de tipo cubano. Cristaliza con una mezcla tetrahidrofurano/pentano a -20 °C como [tBuOK·tBuOH]∞, que consiste en cadenas lineales unidas por enlaces de hidrógeno. La sublimación de [tBuOK·tBuOH] ∞ produce el tetrámero [tBuOK]4, que adopta una estructura similar a la del cubano. Los disolventes ligeramente básicos de Lewis, como el THF y el éter dietílico, no rompen la estructura tetramérica, que persiste en el sólido, en solución e incluso en la fase gaseosa.

## Reacciones

### Como base
Se han reportado muchas modificaciones que influyen en la reactividad de este reactivo. El compuesto adopta una estructura de grupo compleja (la imagen adyacente es una caricatura simplificada) y los aditivos que modifican el grupo afectan la reactividad del reactivo. Por ejemplo, DMF, DMSO, hexametilfosforamida (HMPA) y 18-corona-6 interactúan con el centro de potasio, produciendo pares de iones separados por solvente como K(DMSO)x+ y terc-BuO−. Por el contrario, en el benceno el compuesto permanece con una estructura de clúster, que es menos básica. Incluso en disolventes polares, no es tan fuerte como las bases de amida, por ejemplo, la diisopropilamida de litio, pero es más fuerte que el hidróxido de potasio. Su volumen estérico inhibe que el grupo participe en la adición nucleofílica, como en una síntesis de Williamson o reacciones SN2 relacionadas. 
Los sustratos que son desprotonados por el t-butóxido de potasio incluyen acetilenos terminales y compuestos de metileno activos. Es útil en reacciones de deshidrohalogenación. Para ilustrar este último comportamiento, el terc-butóxido de potasio reacciona con cloroformo produciendo diclorocarbeno, que es útil para las ciclopropanaciones de dicloro. El terc-butóxido de potasio puede abstraer un protón beta de los cationes alquilamonio, lo que conduce al producto de Hofmann a través de una reacción de eliminación.

### Otras reacciones
El terc-butóxido de potasio cataliza la reacción de hidrosilanos y compuestos heterocíclicos para dar los derivados de sililo, con liberación de H2.

## Seguridad
El terc-butóxido de potasio es una base muy fuerte que ataca rápidamente al tejido vivo.
El terc-butóxido de potasio forma mezclas explosivas cuando se trata con diclorometano.

## Compuestos relacionados
- terc-butóxido de sodio
- terc-butóxido de litio